# Communauté de communes autour du Mont Saint-Vincent
La communauté de communes autour du Mont Saint-Vincent est une ancienne communauté de communes française, située dans le département de Saône-et-Loire en région Bourgogne.

## Historique
La communauté de communes est créée le 28 décembre 1998. Elle est alors composée des huit communes de Genouilly, Marigny, Mary, Mont-Saint-Vincent, Saint-Clément-sur-Guye, Saint-Micaud, Saint-Romain-sous-Gourdon et Vaux-en-Pré.
Elles sont rejointes en 2000 par la commune de Joncy.
Le nombre de membres est porté à onze avec, en 2001, les adhésions de Collonge-en-Charollais et du Puley. En 2004, Saint-Martin-la-Patrouille vient se joindre à l'intercommunalité, imitée l'année suivante par Marizy.
Le 20 novembre 2009, à Saint-Romain-sous-Gourdon, le conseil de développement de la communauté de communes autour du Mont Saint-Vincent est mis en place. Son président actuel est M. Lagrange. Ce conseil n'a aucun pouvoir décisionnel, il se réunit sur divers sujets d'actualité et émet un avis consultatif.
Le 1er janvier 2014, elle fusionne avec la communauté de communes entre Grosne et Guye pour former la Communauté de communes entre la Grosne et le Mont Saint-Vincent.

## Composition
Cet ÉPCI est composé des 13 communes suivantes :
| Nom                        | Code Insee | Gentilé     | Superficie (km2) | Population (dernière pop. légale) | Densité (hab./km2) |
| -------------------------- | ---------- | ----------- | ---------------- | --------------------------------- | ------------------ |
| Mont-Saint-Vincent (siège) | 71320      |             | 13,60            | 336 (2014)                        | 25                 |
| Collonge-en-Charollais     | 71139      | Collongeois | 12,17            | 142 (2014)                        | 12                 |
| Genouilly                  | 71214      |             | 10,88            | 429 (2014)                        | 39                 |
| Joncy                      | 71242      | Joncynois   | 15,15            | 535 (2014)                        | 35                 |
| Marigny                    | 71278      |             | 22,30            | 145 (2014)                        | 6,5                |
| Marizy                     | 71279      |             | 30,75            | 443 (2014)                        | 14                 |
| Mary                       | 71286      |             | 14,55            | 231 (2014)                        | 16                 |
| Le Puley                   | 71363      |             | 5,30             | 91 (2014)                         | 17                 |
| Saint-Clément-sur-Guye     | 71400      |             | 7,40             | 134 (2014)                        | 18                 |
| Saint-Martin-la-Patrouille | 71458      |             | 6,76             | 63 (2014)                         | 9,3                |
| Saint-Micaud               | 71465      |             | 20,91            | 274 (2014)                        | 13                 |
| Saint-Romain-sous-Gourdon  | 71477      |             | 18,78            | 467 (2014)                        | 25                 |
| Vaux-en-Pré                | 71563      |             | 4,39             | 91 (2014)                         | 21                 |

## Administration
Le siège de la communauté de communes est situé à la mairie de Mont-Saint-Vincent.

### Conseil communautaire
L'intercommunalité est gérée par un conseil communautaire composé de 51 délégués issus de chacune des communes membres et élus pour une durée de six ans, coïncidant ainsi avec les échéances des scrutins municipaux, à raison de 3 délégués pour les communes de moins de 100 habitants, puis 4 délégués jusqu'à 500 habitants, 5 jusqu'à 1 000, et 6 délégués au-delà,.
Les délégués sont ainsi répartis comme suit :
| Nombre de délégués | Communes |
| ------------------ | --- |
| 5                  | Joncy |
| 4                  | Collonge-en-Charollais, Genouilly, Marigny, Marizy, Mary, Mont-Saint-Vincent, Le Puley, Saint-Clément-sur-Guye, Saint-Micaud, Saint-Romain-sous-Gourdon |
| 3                  | Saint-Martin-la-Patrouille, Vaux-en-Pré |

### Présidence
Le président actuel est Jean Girardon.
| Période                                  | Période  | Identité      | Étiquette    | Qualité                                          |
| ---------------------------------------- | -------- | ------------- | ------------ | ------------------------------------------------ |
| Les données manquantes sont à compléter. |          |               |              |                                                  |
| [Quand ?]                                | En cours | Jean Girardon | UMP puis UDI | Maire de Mont-Saint-Vincent. Conseiller général. |

### Sources
- Le SPLAF (Site sur la Population et les Limites Administratives de la France)
- La base ASPIC